# Lucius Minucius Basilus
Lucius Minucius Basilus (* ca. 85 v. Chr.; † 43 v. Chr.) war ein römischer Politiker und Soldat in den Kriegen der ausgehenden Republik. Er gehörte zu der Gruppe der Caesarmörder.
Minucius Basilus war ein Legat Gaius Iulius Caesars während der Eroberung Galliens und anscheinend auch im Bürgerkrieg. An dessen Ende fühlte er sich jedoch von Caeser beleidigt, weil dieser ihm nach seiner Prätur im Jahr 45 v. Chr. keine Provinz zuteilte und stattdessen nur eine Geldsumme zum Dank für seine Dienste anbot. Aus diesem Grund wandte er sich den Verschwörern um Gaius Cassius Longinus zu. 
An den Iden des März stach Minucius Basilus mit solcher Vehemenz auf den Diktator ein, dass er Marcus Rubrius Ruga, einen anderen der Verschwörer, verletzte. Im Jahr nach dem Staatsstreich wurde Basilus von seinen eigenen Sklaven getötet, offenbar aus Rache für eine ihnen angetane Verstümmelung.
Er stand auch in Korrespondenz mit Marcus Tullius Cicero, der ihm nach dem erfolgreichen Attentat auf Caesar begeisterte Glückwünsche übermittelte:
Tibi gratulor, mihi gaudeo; te amo, tua tueor; a te amari et, quid agas quidque agatur, certior fieri volo.